# DM i e-cykling
Danmarksmesterskaberne i e-cykling er en årligt tilbagevendende begivenhed i dansk e-cykling. Mesterskaberne er blevet kørt siden 2020. Forud for finalerunden, er der i ugerne op til blevet kørte kvalifikationsstævner.
I det første år var der ikke en række for kvinder. I 2021 blev mesterskabet aflyst på grund af coronaviruspandemien, og i 2022 var der oprettet en kvinde-række, men der var ingen tilmeldte. I 2023 blev der for første gang fundet en danmarksmester for elitekvinderne, da fem ryttere deltog. Året efter var første gang at der var de maksimale 16 deltagere i finalen.

## Vindere

### Herrer
| År                                           | Guld                             | Sølv                     | Bronze                 |
| -------------------------------------------- | -------------------------------- | ------------------------ | ---------------------- |
| Medaljevindere ved DM i e-cykling for herrer |                                  |                          |                        |
| 2020                                         | Jacob Skovsgaard                 | Jesper Fogh Gottlieb     | Rasmus Feldballe       |
| 2021                                         | Aflyst pga. coronaviruspandemien |                          |                        |
| 2022                                         | Alexander Tobias Wendelbo        | Henrik Heibøll Jensen    | Joakim Lisson          |
| 2023                                         |                                  | Asger Paaske Frederiksen |                        |
| 2024                                         | Frederik Muff                    | Bjørn Andreassen         | Sebastian Ryttersgaard |
| 2025                                         | Asger Paaske Frederiksen         | Bjørn Andreassen         | Daniel Stampe          |

### Damer
| År                                          | Guld                             | Sølv                   | Bronze                 |
| ------------------------------------------- | -------------------------------- | ---------------------- | ---------------------- |
| Medaljevindere ved DM i e-cykling for damer |                                  |                        |                        |
| 2020                                        | Ikke afholdt                     |                        |                        |
| 2021                                        | Aflyst pga. coronaviruspandemien |                        |                        |
| 2022                                        | Aflyst pga. manglende deltagere  |                        |                        |
| 2023                                        | Anna Damgaard Eriksen            | Maria Tømmerby Thomsen | Iben Lund Person       |
| 2024                                        | Julie Marckmann Sørensen         | Maria Tømmerby Thomsen | Anna Damgaard Eriksen  |
| 2025                                        | Julie Marckmann Sørensen         | Camilla Caroline Wiuff | Maria Tømmerby Thomsen |